# John William Colenso
John William Colenso né à St Austell en Cornouailles le 24 janvier 1814 et décédé à Durban (KwaZulu-Natal) le 20 juin 1883, est le premier évêque anglican de la province du Natal ainsi qu'un mathématicien, un théologien et un réformateur social.

## Biographie
Son père, John William Colenso, est ruiné par une spéculation minière en Cornouailles. Il doit travailler, comme répétiteur, dans une école privée afin de financer ses études universitaires au St John's College (Cambridge) où il obtient une bourse en 1836 puis dont il devient Fellow en 1837.
En 1839, il devient professeur de mathématiques à la Harrow School. Il y perd tous ses biens dans un incendie. De retour à Cambridge, il réussit en quelques mois à rembourser la dette énorme de £5 000 qu'il a accumulée, grâce à ses cours particuliers et surtout grâce à la cession à l'éditeur Longmans de ses droits sur ces deux manuels très populaires d'algèbre (1841) et d'arithmétique.
Il épouse Sarah Frances Bunyon avec qui il a cinq enfants : Harriet Emily, Frances Ellen, Robert John, Francis « Frank » Ernest et Agnes. Son épouse lui fait rencontrer le théologien et socialiste Frederick Maurice qui influence ses propres écrits. Il lui dédie son premier recueil de sermons publié.
En 1846, il obtient la cure de Forncett St Mary dans le Norfolk. En 1853, l'archevêque anglican du Cap lui demande de devenir évêque du Natal.
John William Colenso joue un rôle important dans l'histoire de l'Afrique du Sud. Il amène avec lui une presse dans sa mission d'Ekukhanyeni dans la colonie du Natal. Il l'utilise pour publier, en collaboration avec William Ngidi la première grammaire zoulou et le premier dictionnaire anglais-zoulou. Il traduit et publie une traduction du Nouveau Testament en zoulou. En 1859, il se rend en pays zoulou pour rencontrer le roi des Zoulous Mpande et son fils Cetshwayo (qui est roi lors de la Guerre anglo-zouloue de 1879). Ces rencontres sont racontées dans son livre First Steps of the Zulu Mission (Premiers pas de la mission chez les Zoulous).
En 1861, il publie un commentaire de l’Épître aux Romains où il critique la doctrine de l'Église concernant la punition éternelle et le fait que la communion est un prérequis au Salut. Dans le contexte de sa mission africaine, il ne se voit pas prêcher à ses ouailles que leurs ancêtres ont été condamnés au châtiment éternel. De même, les questions de ses catéchumènes l'amènent à ré-examiner le Pentateuque et le Livre de Josué, se demandant s'il fallait les lire de façon littérale ou historique. Il publie ses conclusions dans une série de traités parus entre 1862 et 1879 qui font scandale car il remettent en cause l'infaillibilité de la Bible. Il s'attire aussi l'intérêt de philologues européens comme Abraham Kuenen et joue ainsi un rôle important dans l'exégèse biblique.

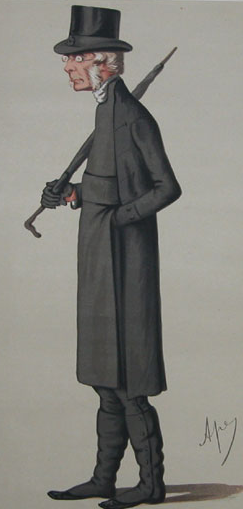
John William Colenso, par Carlo Pellegrini, 1874.

Ses critiques sur la Bible, ainsi que ses positions libérales quant à la façon de se comporter vis-à-vis des indigènes en Afrique du Sud lui valent de nombreuses attaques. En 1863, il est démis de ses fonctions par les autres évêques sud-africains, par contumace car il refuse de se rendre à leur convocation. Il fait appel auprès du conseil privé à Londres. Son Comité judiciaire décide que la province du Natal est hors de la juridiction des évêques d'Afrique du Sud et rejette les accusations d'hérésie.
Ses adversaires réussissent cependant à faire en sorte qu'il ne puisse plus prêcher qu'au Natal et en Angleterre. L'archevêque du Cap l'excommunie et nomme à sa place William Kenneth Macrorie qui cependant reste à Pietermaritzburg. Le financement local de la mission est stoppé, mais une tentative de le priver des revenus de son évêché est à nouveau rejetée par la justice. Il est alors soutenu par des fonds venus Angleterre et parfois fournis par des ecclésiastiques britanniques favorables à ses vues.
Il continue alors ses travaux d'exégète biblique et son combat pour les Zoulous : contre les Boers d'abord puis durant la Guerre anglo-zouloue. Il se fait à nouveau de nombreux ennemis.
La population locale l'appelait « Sobantu » (père du peuple). Après sa mort, sa femme et ses enfants continuent à se battre pour la cause zouloue et participent à la fondation de l'African National Congress. Une de ses filles, Frances Ellen Colenso (1849-1887), publie History of the Zulu War and Its Origin en 1880 et The Ruin of Zululand en 1885.
Dans le film Zulu Dawn (L'Ultime Attaque), John William Colenso, interprété par Freddie Jones, est représenté comme opposé à la déclaration de guerre aux Zoulous.
Il est considéré comme un des précurseurs de la Théologie de la libération.

### Ouvrage de Colenso
- Commentary on the Romans (1861)
- Critical Examination of the Pentateuch (1862-1879)
- Ten Weeks in Natal. Elibron Classics - recent re-print. 1855 lire sur Google Books
- The Pentateuch and Book of Joshua Critically Examined. Elibron Classics, 2003 re-print; "People's Edition" (1865) lire sur Google Books
- Lectures on the Pentateuch and the Moabite Stone (1873) lire sur Google Books
- Natal Sermons. quatre volumes.
- Village Sermons
- Zulu-English Dictionary (1861) lire sur Google Books
- First Steps in Zulu (4th ed., 1890) lire sur Google Books

### Ouvrages sur Colenso
- Colenso, Frances Ellen. History of the Zulu War and Its Origin. Elibron Classics, 2004 re-print
- Cox, Sir GW. Colenso's Life. 2 vols. London, 1888
- Draper, Jonathan A. editor.  The Eye of the Storm : Bishop John William Colenso and the Crisis of Biblical Interpretation. Cluster Publications, Pietermaritzburg, 2003
- Draper, Jonathan A. editor.Commentary on Romans by Bishop John Colenso. Cluster Publications 2003
- Guy, Jeff. The Destruction of the Zulu Kingdom: The Civil War in Zululand, 1879-1884. Longman, London, 1979
- Guy, Jeff. The Heretic : A Study of the Life of John William Colenso. Pietermaritzburg, 1983
- Guy, Jeff. The View Across the River : Harriette Colenso and the Zulu Struggle Against Imperialism. Oxford, UK, Claremont, S.Africa, & Charlottesville US, 2001
- Hinchliff, Peter. John William Colenso : Bishop of Natal. London, 1964
- Morris, Donald R. The Washing of the Spears. The Rise and Fall of the Zulu Nation. Simon & Schuster, New York, 1965
- Rees, Wyn editor. Colenso Letters from Natal - written by Mrs Frances Colenso. Pietermaritzburg, 1958
- Rowse, AL. The Controversial Colensos. Redruth, 1989

## Source
- (en) Cet article est partiellement ou en totalité issu de l’article de Wikipédia en anglais intitulé « John Colenso » (voir la liste des auteurs).